# Luz Elena Coloma
Luz Elena Coloma (Ancón, 10 de febrero de 1964) es una socióloga, periodista y política ecuatoriana. Fue concejala de Quito durante tres períodos.
Fue gerente general de la empresa pública Quito Turismo entre 2010 a 2016.

## Biografía
Luz Elena Coloma Escobar nació en Ancón, Santa Elena el 10 de febrero de 1964. Su padre es un Ingeniero en Petróleos que trabajaba ejerciendo su profesión en Ancón, por lo que los primeros cinco años de su vida los pasó en esa pequeña población. A los 5 años de edad se mudó a Quito en donde inició sus estudios primarios. 
En su transcurso por la Facultad de Sociología de la Pontificia Universidad Católica del Ecuador, conoció a José Samaniego, estudiante de Economía con quien contrajo matrimonio en 1986 y con quien tiene dos hijos Isabel y José Ignacio.

### Formación
Los estudios básicos y de secundaria los realizó en el Colegio Americano. Una vez graduada logró entrar como pasante a uno de los canales más reconocidos del país. Viéndose imposibilitada de estudiar periodismo por falta de oferta académica, decidió entrar en la Facultad de Sociología de la Pontificia Universidad Católica del Ecuador. Años después de obtener su título de Socióloga estudió un máster summa cum laude en Descentralización y Desarrollo Local en la Universidad de las Américas y un programa de Gobierno y Liderazgo Político en la IDE Business School.

### Periodismo
Al graduarse del colegio consiguió una pasantía en un canal reconocido del país, en el que se inició pautando casetes de video y haciendo pequeños reportajes. Cumplido un año de su trabajo en este canal en junio de 1982 se vinculó al naciente Diario Hoy en el que trabajó durante años redactando crónicas, realizando entrevistas y cesura do las páginas de noticias internacionales.
En los años 90 fue parte del reconocido programa La Televisión que se definía como una ventana para ver el mundo y un espejo para mostrar el Ecuador.  Este fue uno de los programa de mayor sintonía de la televisión ecuatoriana especializado en realizar reportajes investigaciones, viajes por el mundo, reportajes culturales, humor, y una propuesta variada y reveladora que cautivaba a la familia ecuatoriana. Stephen Hawkins el gran astrofísico fue uno de los entrevistados para el documental Los Orígenes del Universo. Además de producir interesantes reportajes se desempeñó como Directora adjunta, conductora, gerente y productora ejecutiva. Fue parte de La Televisión hasta 2010.

## Sector público

### Inicios
En 1998 el exalcalde de Quito Roque Sevilla, la nombró Asesora de Relaciones Internacionales del Municipio, cargo en el que tuvo la oportunidad de conseguir valiosos recursos y apoyos internacionales para la ejecución de grandes proyectos sociales. Esta administración estuvo marcada por la erupción del volcán Pichincha y desde su cargo logró conseguir importantes donaciones internacionales para la ciudad. Lo desempeñó hasta el año 2000.

### Concejala de Quito (2000-2009)
En el año 2000 fue electa por primera vez como Concejala de Quito, período en el que se desempeñó como presidenta de la Comisión de Expropiaciones, en donde gestionó la consolidación del Parque Metropolitano Guangüiltagua y Parque Metropolitano Metrosur.
Durante este período además fue promotora, con el entonces Alcalde Paco Moncayo, de la reforestación en el sector de Lumbisí. Consiguió en conjunto con otros 2 concejales el apoyo económico del Gobierno Nacional para 15 proyectos claves para la ciudad relacionados con medio ambiente, movilidad, comercio informal y seguridad.
En el año 2004 es reelecta concejala de Quito. En este período continuó, como presidenta de la Comisión de Expropiaciones. En este período el Concejo, entre otras cosas, aprobó la entrega en comodato de un terreno al Ministerio de Salud para la construcción de un centro materno-infantil en el sur de la capital.  Enfatizó su labor en la necesidad de crear mecanismos que agilicen los trámites municipales y promover la coordinación entre dependencias municipales para una mejor atención al ciudadano. A su vez impulsó la creación del Proyecto Hogar de Paz,  un espacio de albergue, educación y recreación para los hijos de los comerciantes minoristas  de la ciudad en el sector de El Tejar, Centro Histórico.
Antes de finalizar su segundo período como concejal fue designada como Segunda Vicepresidenta del Concejo Metropolitano.

### Gerente general de Quito Turismo (2010-2016)
En 2010, durante la administración de Augusto Barrera, asumió la gerencia de la Empresa Pública Municipal Quito Turismo. En el desempeño de su cargo se consiguieron importantes avances en el turismo de Quito, entre ellos: una importante alianza estratégica para instaurar el Quito Tour Bus con recorridos por las principales arterias turísticas de la capital, se incrementó en un 50% la llegada de turistas y la ocupación hotelera; promovió la apertura del Museo de San Diego, de la Capilla del Milagro en la Compañía de Jesús y del Belén del Carmen Bajo; propició la conformación de la Red de Iglesias para mejorar la oferta del turismo religioso; instauró las Noches Patrimoniales como un proyecto que buscaba la reactivación del Centro Histórico; la remodelación de la Tienda El Quinde; emprendió la campaña Quito Vibra para promocionar a Quito como destino turístico; gestionó la donación del Centro de convenciones Bicentenario de la ciudad.

### Concejala de Quito (2019-2022)
En 2019 inicia su tercer período como concejala de Quito. En este período se desempeñó como presidenta de la Comisión de Áreas Históricas y Patrimonio. Fue proponente de la Ordenanza para permitir el arrendamiento de bienes inmuebles de propiedad municipal, y ha trabajado en las ordenanzas de patrimonio y soterramiento de cables. Cómo parte del Directorio de la Empresa de Servicios Aeroportuarios ha promovido el dinamismo de la Zona Especial de Desarrollo Económico del aeropuerto como una excelente oportunidad para crear empleo.
Renunció al cargo en 2022 para presentarse como candidata a la alcaldía de Quito en las elecciones municipales del año siguiente.

## Distinciones
- 2003 Mujer del Año por la Revista Hogar.
- 2013 Mujer del Año por la Revista Hogar.
- 2014 Colaborador más destacado del Municipio por su labor de promoción turística de Quito.